# Ponteranica
Ponteranica [ponteˈraːnika] (Pötrànga [pøˈtɾaŋɡa] o Potranga [poˈtɾaŋɡa] o Put de Ranga [ˈput dɛˈɾaŋɡa , ˌpudːɛˈɾaŋɡa] in dialetto bergamasco) è un comune italiano di 6 763 abitanti della provincia di Bergamo, in Lombardia.
Situato ai piedi del colle Maresana e bagnato dal torrente Morla, dista circa 4 chilometri dal capoluogo orobico.

## Storia

### L'antichità
Poche sono le notizie inerenti alla storia del borgo nei periodi antecedenti al Medioevo: si sa che il territorio comunale fu inserito nella corte regia della Morla, istituita dai Longobardi, e che il toponimo inizialmente era menzionato come Poltraniga, poi traslato in Poltranica.
L'origine etimologica non è chiara, anche se c'è chi ipotizza possa essere collegata al paese di Ranica, diviso territorialmente dal colle Maresana.

### Il Medioevo
Ponteranica ha invece condiviso spesso il proprio destino politico ed amministrativo con il vicino paese di Sorisole, con il quale si trovava inserito già nella corte regia della Morla di epoca longobarda. Il periodo successivo fu caratterizzato dallo sviluppo del feudalesimo che, inserito nel contesto del Sacro Romano Impero, vide i due borghi finire in gestione alla diocesi di Bergamo prima, ed ai monaci della valle di Astino poi.
Ed è a quel periodo che risalgono i primi documenti che attestano l'esistenza del borgo: nel XII secolo vengono infatti citati i nomi di Ponteranica e della contrada Prato della Rovere (poi Petos).
Quell'epoca si caratterizzò per i violenti scontri tra guelfi e ghibellini, che non risparmiarono nemmeno il borgo di Ponteranica. Di fazione guelfa, rivestì un ruolo di primissimo piano nello scenario delle lotte nella provincia bergamasca. Questo costrinse il paese a dotarsi di numerose fortificazioni intorno al nucleo abitativo, la principale delle quali si trovava nella parte alta del borgo e, comprendente un castello con torri e bastioni, era conosciuta con il nome di Castello della Moretta.
Le cronache del tempo ci raccontano numerosi fatti di sangue, incendi e distruzioni negli ultimi anni del XIV secolo, con attacchi e rappresaglie a cui pone momentaneamente fine l'intervento di Gian Galeazzo Visconti. La tregua durò poco, tanto che già nel 1404 i ghibellini della città di Bergamo attaccarono Sorisole e Ponteranica, distruggendo le torri difensive e causando più di trecento morti.

### Età moderna
La situazione si ribaltò due decenni più tardi con l'arrivo della Repubblica di Venezia che appoggiava la fazione guelfa. La Serenissima emanò una serie di privilegi e agevolazioni per Ponteranica e Sorisole, che si erano apertamente schierate a favore della dominazione veneta durante le lotte che questa combatté contro il Ducato di Milano sostenuto dai ghibellini. Seguirono quindi secoli socialmente e politicamente tranquilli, con l'agricoltura motore trainante dell'economia dell'intera zona, considerata fiscalmente terra separata e quindi non soggetta a dazi ed imposizioni fiscali.

### Età contemporanea
Nei secoli successivi non si verificarono eventi di particolare rilievo per Ponteranica, che seguì le sorti del resto della provincia bergamasca.
L'abitato era servito dalla stazione di Ponteranica-Sorisole posta lungo la ferrovia della Valle Brembana, attiva fra il 1906 e il 1966.
Nel settembre 2009 il neo sindaco Cristiano Aldegani (Lega Nord) decise di rimuovere la targa che intitolava la biblioteca comunale a Peppino Impastato, vittima della mafia, per intitolarla al sacerdote locale Giancarlo Baggi.

### Simboli
Lo stemma è liberamente utilizzato dal comune anche se privo di formale decreto di concessione.
Nello statuto comunale l'albero è identificato con una quercia, per ricordare come il colle della Maresana, su cui si trova il paese, fosse ricco di boschi; la fascia azzurra rappresenta il torrente Morla che bagna il territorio del comune; le stelle potrebbero simboleggiare le frazioni del paese, Ramera, Rosciano e la stessa Ponteranica.
Il gonfalone è un drappo partito di azzurro e di bianco.

## Monumenti e luoghi d'interesse

### Architetture religiose
Molto importante è la chiesa dei Santi Vincenzo e Alessandro. Risalente al XV secolo e soggetta a successive modifiche, presenta la facciata realizzata in pietra a vista, decorazioni varie con vetrate a mosaico di recente esecuzione. Costituita da un'unica navata, presenta numerose opere, tra le quali spicca il Polittico di Ponteranica di Lorenzo Lotto. Eseguito per un altare compreso nella cappella maggiore, comprende immagini sacre tra cui il famoso Angelo annunciante, preso come immagine-simbolo di mostre pittoriche riguardanti l'autore, e personaggi sacri quali i santi Pietro e Paolo, il Cristo, la Vergine e san Giovanni Battista.
Poco distante si trovano il Battistero (XVIII secolo) e il vecchio oratorio dei disciplini, risalente alla prima metà del XVIII secolo e poi conosciuto come chiesa di San Pantaleone, in cui sono racchiusi numerosi ex voto, nonché quattro tele di Antonio Cifrondi realizzate tra il 1687 e il 1690.
Negli immediati paraggi si trova anche la chiesa di San Rocco, anch'essa risalente al Quattrocento e ristrutturata due secoli più tardi, in cui si possono notare resti di affreschi medievali.
La chiesa presente nella località Ramera risale al Novecento ed è intitolata all'Arcangelo Michele e alla Vergine del Carmelo.

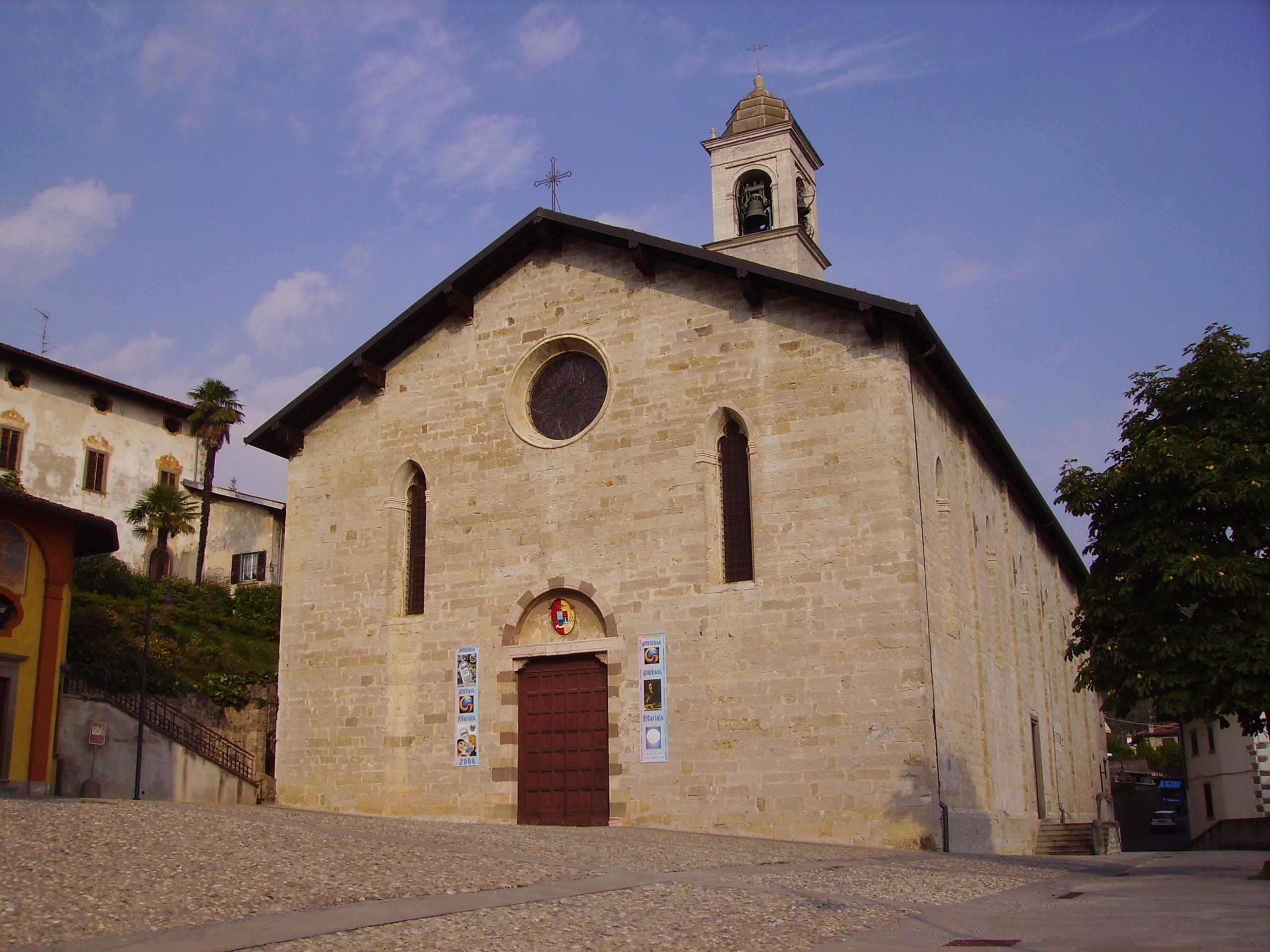
Chiesa parrocchiale dei S.S. Alessandro e Vincenzo
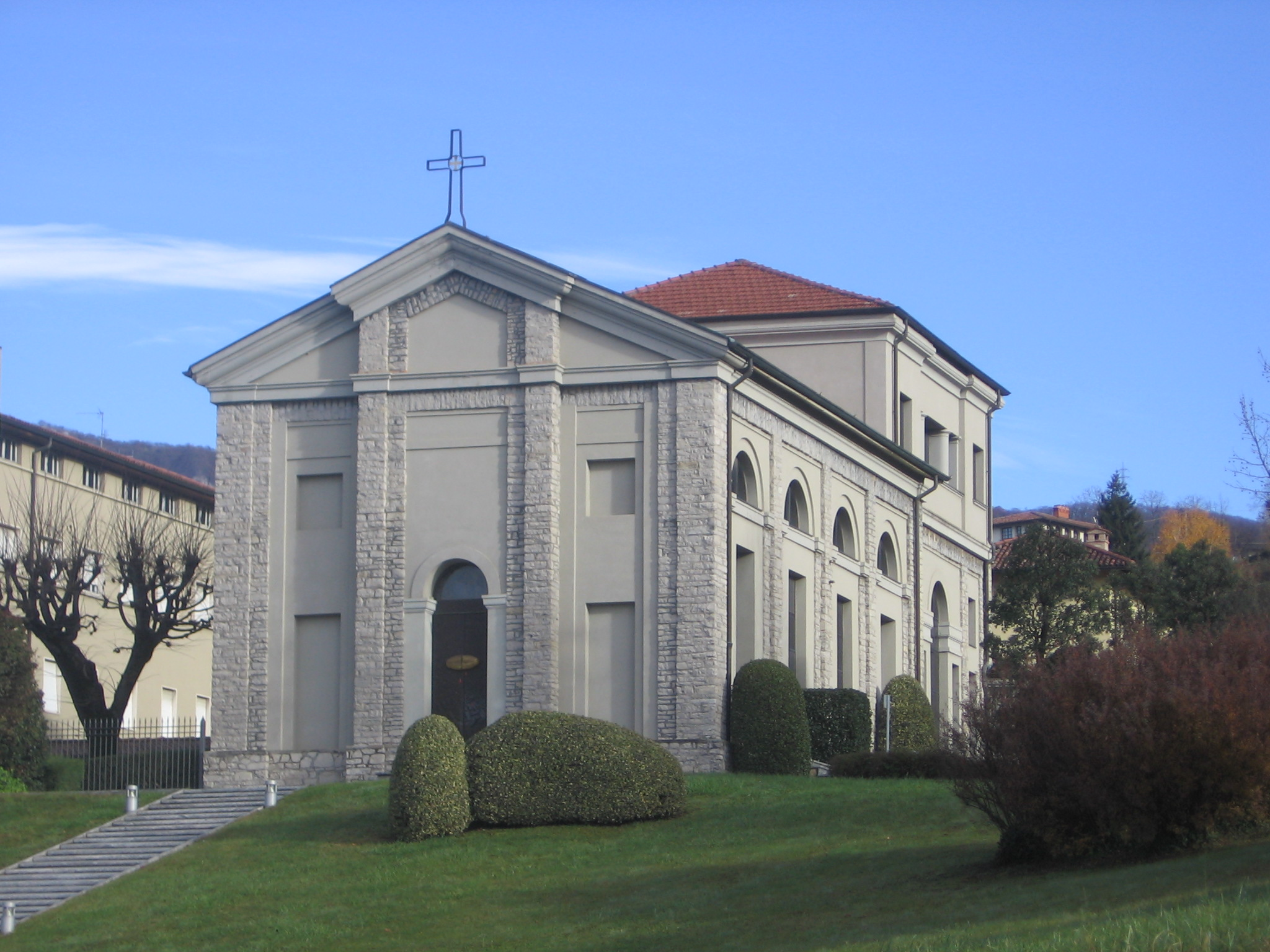
Chiesa del Seminario dei Padri Sacramentini
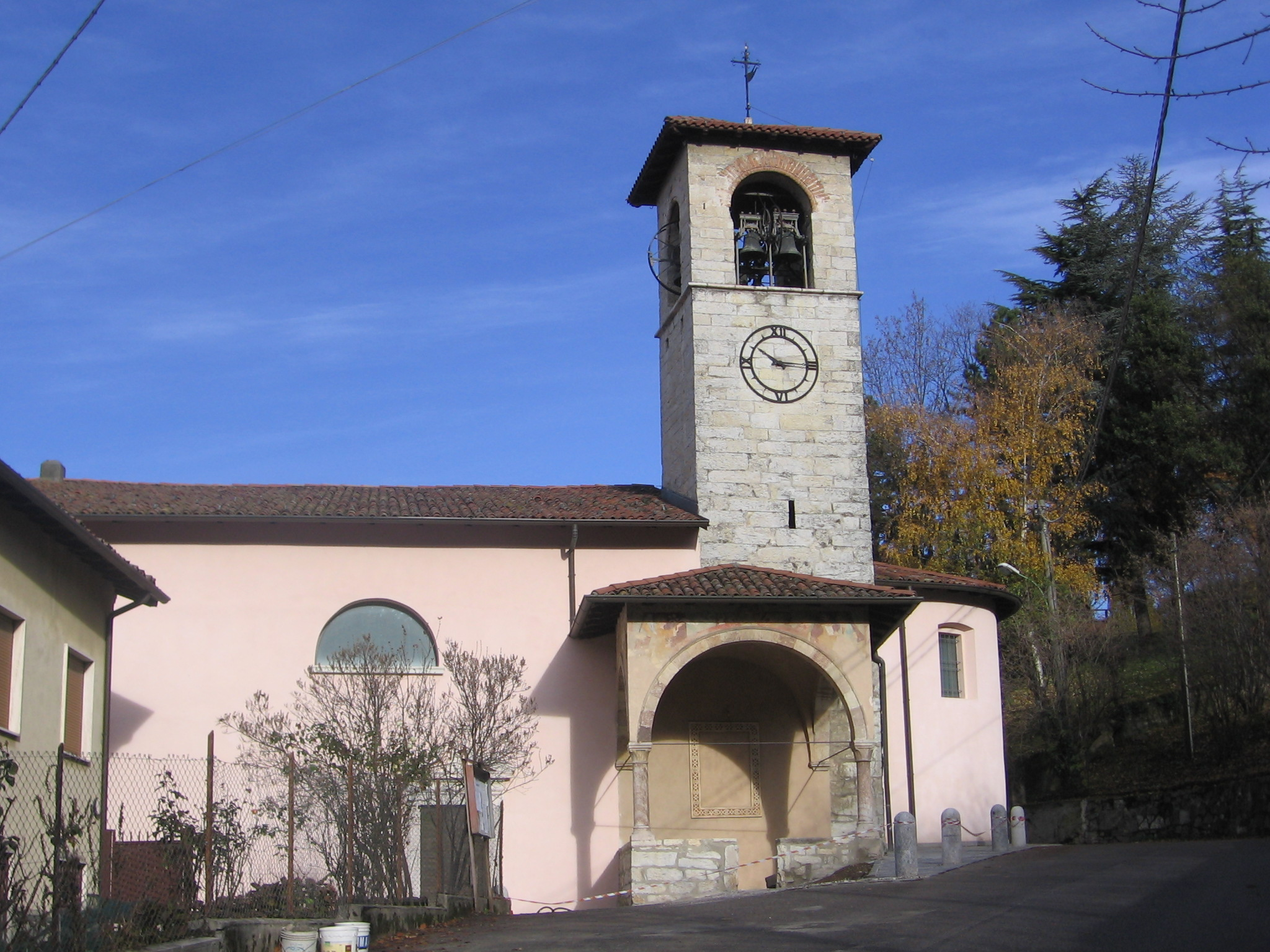
Chiesa di Rosciano
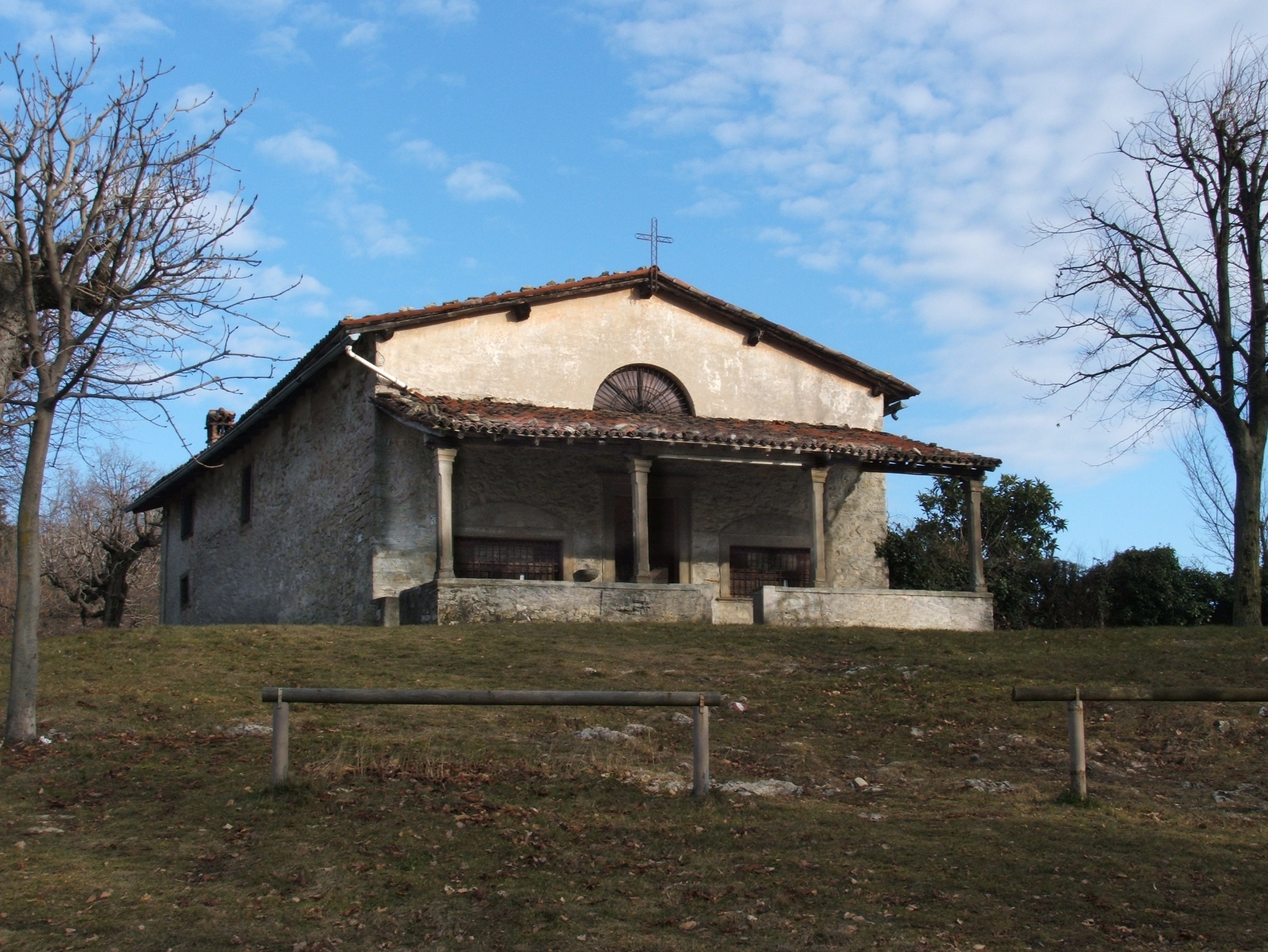
Chiesa della Maresana
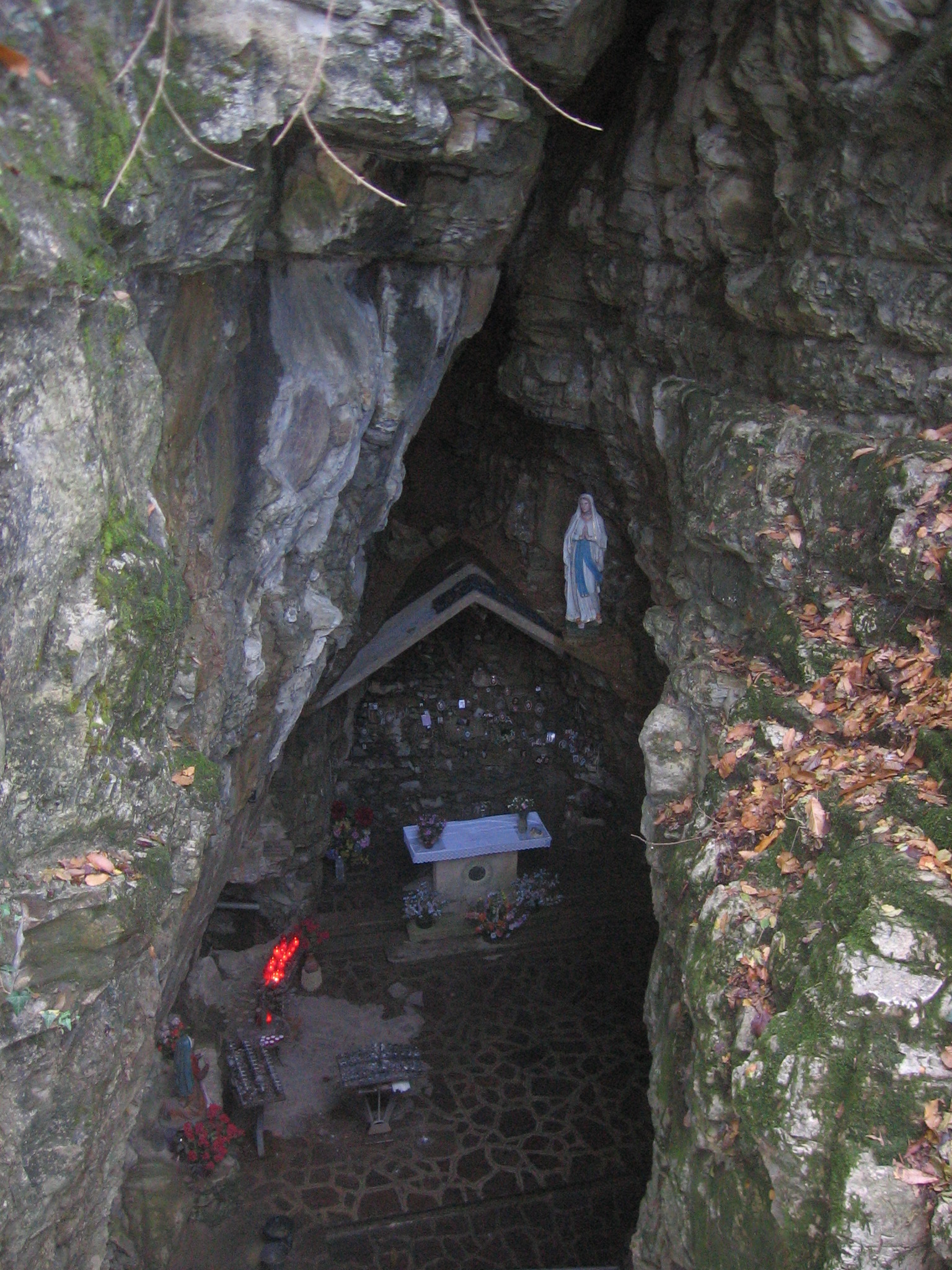
Grotta della Madonna di Lourdes

### Architetture civili
In posizione più elevata, da cui si gode di una buona visuale, si trovano i resti del castello della Moretta, complesso risalente al XV secolo ma che non è in buono stato di conservazione, al pari della torre attigua.
Meritano menzione anche il piccolo borgo di Rosciano, nel quale spicca la piccola chiesetta risalente al XV secolo con numerosi affreschi, il Romitorio della Maresana del XVII secolo, la grotta della Madonna di Lourdes e la chiesa agreste dei morti, in località Ramera.

## Geografia antropica

### Frazioni
- Rosciano[4]

### Località[4]
- Ponteranica Alta
- Castello
- Rosciano
- Costa Garatti
- Pasinetti
- Campasso
- Fustina
- Petos
- Pontesecco
- Ramera
- Valbona

## Società

### Evoluzione demografica
Abitanti censiti

## Amministrazione
| Periodo        | Periodo        | Primo cittadino           | Partito                                                           | Carica  | Note   |
| -------------- | -------------- | ------------------------- | ----------------------------------------------------------------- | ------- | ------ |
| 23 aprile 1995 | 12 giugno 1999 | Claudio Armati            | Lista Civica di Centro-sinistra "Per Ponteranica Orizzonti Nuovi" | Sindaco | [ 14 ] |
| 13 giugno 1999 | 13 giugno 2004 | Claudio Armati            | Lista Civica di Centro-sinistra "Per Ponteranica Orizzonti Nuovi" | Sindaco | [ 15 ] |
| 14 giugno 2004 | 7 giugno 2009  | Alessandro Pagano         | Lista Civica di Centro-sinistra "Per ponteranica Orizzonti nuovi" | Sindaco | [ 16 ] |
| 8 giugno 2009  | 25 maggio 2014 | Cristiano Simone Aldegani | Lega Nord-Popolo delle libertà (LN-PdL)                           | Sindaco | [ 17 ] |
| 26 maggio 2014 | in carica      | Alberto Nevola            | Lista Civica di Centro-sinistra Ponteranica in comune             | Sindaco | [ 18 ] |

## Sport
La principale squadra di calcio della città è l'A.S.D. Ponteranica Calcio: fondata nel 1968, milita nel campionato di Seconda Categoria. I colori sociali sono il bianco e l'azzurro.
La squadra di judo, denominata “Judo Club Ponteranica” è stata fondata nel 1992. e ha recentemente vinto i campionati CSI di judo del 2024